# Cogges
Cogges är en ort i civil parish Witney, i distriktet West Oxfordshire, i grevskapet Oxfordshire, i England. Cogges var en civil parish fram till 1932 när blev den en del av Witney. Civil parish hade 835 invånare år 1931. Byn nämndes i Domedagsboken (Domesday Book) år 1086, och kallades då Coges.